# Cytherea
Cytherea (eredeti nevén: Cassieardolla Elaine Story), (Salt Lake City, Utah, 1981. szeptember 27. –); amerikai pornószínésznő és modell.
Gyakran szerepel együtt Tiana Lynn-nel és Angela Stone-nal.

## Filmjei (válogatás)
| - Burn (2008) (V) - Playgirl: Sensual Ecstasy (2008) (V) - Kick Ass Chicks 59: Squirt Queens (2008) (V) - Kick Ass Chicks 52: Big Dicks (2008) (V) - Pop 7 (2008) (V) - Best of College Invasion (2007) (V) - Tiny Tit Squirters (2007) (V) - Fusxion Fantasies 2 (2007) (V) - XXX Box (2007) (V) - Cytherea & the Squirt Sluts (2006) (V) | - Squirt Hunter Vol. 1 (2006) (V) - Showers May Cum (2006) (V) - Squirt Kittens (2006) (V) - Squirt-A-Holics 2 (2006) (V) - Cytherea the House Agent (2005) (V) - Pussy Party 13: Squirt, Squirter, Squirting (2005) (V) - Squirt Box (2005) (V) - Teenage Squirt Queens (2005) (V) - 3 Somes 2 (2005) (V) - Three’s Cumpany (2005) (V) |

## Külső hivatkozások
- Peter Warren: Cytherea: The Goddess of Gush (Interjú), AVN Insider, 1996. (archive.org)
- Hivatalos oldala (Club Cytherea)
- Oldala az IMDB.com-on.
- Oldala az IAFD.com-on.)
- Oldala az AFDB.com-on.
- Oldala a MySPace.com-on